# Cold Ashby
Cold Ashby est une paroisse civile et un village du Northamptonshire, en Angleterre.